# الحملات المناهضة للدين في الصين

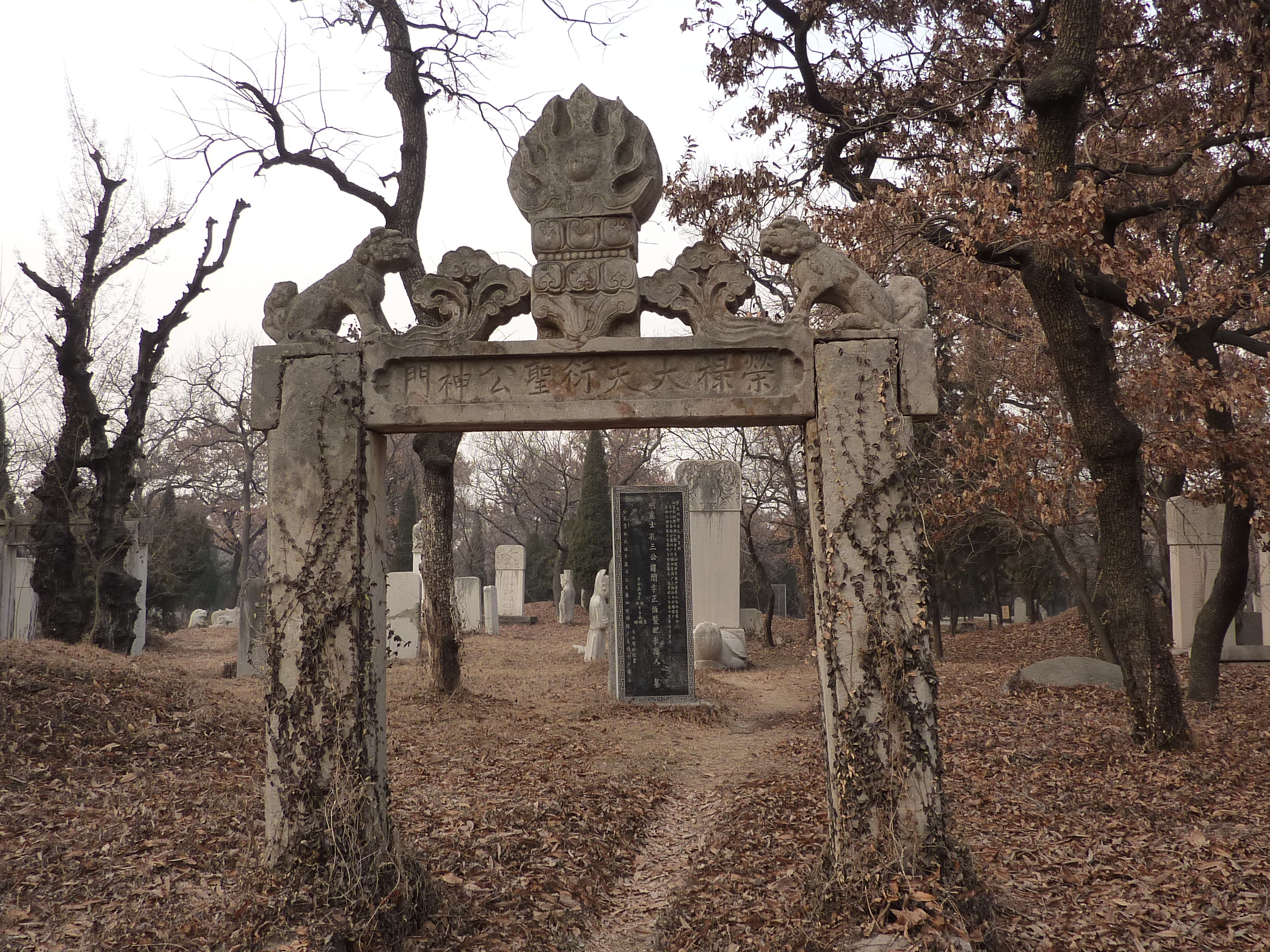
تعرض مقبرة كونفوشيوس لهجوم على يد الحرس الأحمر في شهر نوفمبر عام 1966

الحملات المناهضة للدين في الصين، هو مصطلح يشير إلى التشجيع الرسمي للحزب الشيوعي الصيني للإلحاد الحكومي، والمقرون باضطهاد الحكومة للأشخاص ذوي المعتقدات الروحانية أو الدينية في جمهورية الصين الشعبية. بدأت الحملات المناهضة للدين في عام 1949 عقب الثورة الشيوعية الصينية، واستمرت ضمن نطاق المجتمعات البوذية والمسيحية والمسلمة وغيرها من المجموعات الدينية خلال القرن الحادي والعشرين. تصاعدت وتيرة الحملات الحكومية ضد الدين بعد تسلم شي جين بينغ منصب الأمين العام للحزب الشيوعي الصيني. نصت المراسيم الحكومية على هدم دور العبادة المسيحية، كالكنائس المسيحية مثلًا. فرضت مراسيم أخرى في التبت تدمير المراكز الرهبانية البوذية التبتية، بالإضافة إلى المواقع البوذية المقدسة والمساكن الرهبانية، فضلًا عن حرمان التبتيين من حقهم في المشاركة في تراثهم الثقافي بحرية. أسفرت هذه الحملات عن استمرار اضطهاد اللاما البوذيين والراهبات والرهبان البوذيين أيضًا. تحدثت العديد من التقارير أيضًا عن وجود معسكرات لإعادة التأهيل القسري، التي يحدث فيها بعض الممارسات كالاعتقالات والضرب والاغتصاب مثلًا، فضلًا عن تدمير المواقع الدينية في التبت وتعرض شعب الأويغور للإبادة الجماعية الثقافية المستمرة.

## الثورة الثقافية
أغلقت الكنائس والمساجد والمعابد وفرضت إعادة التأهيل على رجال الدين، وذلك نتيجةً للحملات المناهضة للدين التي نفذت بين عامي 1950 و1979. هدمت الأديرة في التبت ونفذت عمليات اعتقال وقتل بحق الرهبان.
جرمت الثورة الثقافية حيازة النصوص الدينية أيضًا. تعرض الرهبان للضرب أو القتل، وهرب العديد من التبتيين بالنصوص المقدسة الخاصة بهم وجمعوا تعاليمهم في مجتمعات المنفى في الهند.

## الحقبة الرئاسية لجيانغ زيمين بين عامي 1989 و2002
بدأت الحكومة الصينية والحزب الشيوعي بقيادة جيانغ زيمين باضطهاد أتباع فالون غونغ بين عامي 1989 و2002، إذ دعت الحكومة إلى «تعليم الماركسية المادية والإلحاد» للوقوف في وجه فالون غونغ.

### البوذيون التبتيون
انتشرت الحملات القمعية العنيفة في التبت في عام 1989 بعد حركات التمرد التي طالت الحكم الصيني. قتل مئات التبتيين تقريبًا تحت السلطة المحلية للأمين العام للحزب الشيوعي الصيني هو جينتاو. سرت الأحكام العرفية لمدة عام حتى 30 أبريل عام 1990، قتل خلاله مئات آخرون وسجن الآلاف تحت سلطة جيانغ في بكين والسلطة المحلية لهو في التبت. رقي هو لاحقًا إلى مناصب قيادية عليا.
نص المرسوم الأولي لجيانغ -الذي كان يعمل على صياغة سياسيات بخصوص البوذيين التبتيين عام 1991- على ضرورة موافقة الحكومة المركزية الصينية على التجسيد الجديد للاما. عدل المرسوم لاحقًا وأطلق عليه اسم الأمر رقم 5 لمكتب الشؤون الدينية للدولة في عام 2007 تحت سلطة جينتاو.
قبلت حكومة جيانغ رسميًا الاعتراف الرسمي بالدالاي لاما الرابع عشر وتنصيب أورجين ترينلي دورجي الزعيم الروحي (جيالوانغ كارمابا) السابع عشر لمدرسة كارما كاغيو في عام 1992. تسلم الجامجون الثالث كونجترول مهمة الحصول على هذ الاعتراف، لكنه توفي في حادث سيارة غامض في أوائل عام 1992. يحظى الكارمابا جنبًا إلى جنب مع الدالاي لاما والبانشين لاما باحترام التبتيين، الذين يؤمنون بأنهم تمثيل حي لبوذا. هرب الكارمابا إلى الهند بحلول عام 1999، إذ قال إن السبب في هروبه متجسد في تدخل الحكومة الصينية في قيادته الروحية ودراسته.
قبض على 13 راهبًا من دير دريبونغ في 12 مايو عام 1992 بسبب احتجاجهم السلمي. سجن سامبدب لمدة سبع سنوات، وأصبح في عام 2020 رابع سجين سياسي سابق يموت جراء مضاعفات طبية خلال الأشهر الستة السابقة. نفذت سياسية صينية تسمى «الإمساك بكلتا اليدين» في التبت عام 1994، إذ استهدفت هذه السياسة كل من البوذية والثقافة التبتية. أسفرت هذه السياسة عن انطلاق الاضطرابات التبتية عام 2008.
تراجعت حكومة جيانغ رسميًا عن سياسة قبولها للتجسيد الجديد للاما والزعماء الروحيين والبوذيين التبتيين في 17 مايو عام 1995، ثم اختطفت البانشين لاما الحادي عشر عيدون تشويكي نييما بعد ثلاث أيام من اعتراف الدالاي لاما رسميًا به. اختفى تشادريل رينبوتشي واثنان آخران من المنخرطين في عملية الاعتراف ثم سجنوا. نصبت حكومة جيانغ وكيلها البانشين لاما جيالستين نوربو بعد بضعة أشهر. لا يزال البانشن لاما الحادي عشر المعترف به غيدون تشويكي نييما محتجزًا بصورة قسرية في مكان مجهول.
حظرت حكومة جيانغ رسميًا استخدام جميع صور الدالاي لاما الرابع عشر الزعيم الروحي للتبت في عام 1996.
نقلت الإدارة المركزية للتبت في مارس عام 1998 تصريحًا للدالاي لاما حول تجاوز حملات القمع الصينية الأديرة والراهبات، واتباع جيانغ نهج «سياسة متعمدة للإبادة الثقافية في التبت».
بدأت الحكومة الصينية اضطهاد وإجلاء الراهبات والرهبان الذين يدرسون في أكاديمية لارونج جار البوذية وفي يارتشن جار في التبت عام 2001.

## الحقبة الرئاسية لهو جينتاو بين عامي 2002 و2012
استخدمت سياسة إعادة تطوير الأراضي باعتبارها شكل من أشكال الاضطهاد الديني في ظل سلطة الحكومة الصينية والحزب الشيوعي بقيادى هو جينتاو بين عامي 2002 و2012، إذ هدمت المباني والمواقع ذات القدسية الروحية.

### البوذيون التبتيون
اعتقل التبتين الذين استجابوا لنداءات الدالاي لاما بحرق الملابس المصنوعة من جلد الحيوانات في عام 2006. انتشرت الحرائق في جميع أنحاء التبت إعلانًا للنضال.
تصاعدت وتيرة عمليات اضطهاد البوذيين التبتيين تحت حكم هو جينتاو، الأمر الذي أسفر عن حدوث العديد من الاضطرابات في التبت عام 2008. وصفت هذه الانتفاضة بأنها أكبر تحد في وجه الغزو الصيني منذ عام 1959. أدى تصاعد الاضطرابات الناجمة عن الاضطهاد الديني إلى بدء موجات من الاحتجاجات، بما في ذلك بعض المظاهرات في الشوارع التي قوبلت باستخدام العنف المفرط. أشارت بعض التقارير إلى حدوث عمليات اعتقال جماعية لما يقارب 280 راهبًا في دير لابرانج خلال تلك الفترة، بالإضافة إلى استخدام وسائل التعذيب ضدهم في السجن.
بدأت مقاطعة الزراعة في عام 2009 احتجاجًا على احتجاز و«اختفاء» العديد من الأشخاص في الصين. انتشر العصيان المدني على نطاق واسع، إذ هجر جميع الرهبان في دير جومدا في محافظة شمدو في يونيو عام 2009 بدلًا من إجبارهم على المشاركة في «التأهيل الوطني».
صدر الأمر رقم 5 لمكتب الشؤون الدينية للدولة في 13 يوليو عام 2007، واشترط تقدم اللاما الجدد والمؤسسات الدينية في التبت بطلب قانوني للحصول على إذن من مكاتب جمهورية الصين الشعبية.
بدأت أعمال التضحية بالنفس (الانتحار حرقًا) في عام 2009 في دير كيرتي. قتل اثنان من مواطني التبت العاديين عام 2010 خلال محاولتهم وقف عملية اعتقال جماعي استهدفت نحو 300 راهب في دير كيرتي.
أعلنت وزارة الخارجية الصينية عام 2011 أنه لا يمكن تعيين الدالاي لاما الخامس عشر إلا من بكين. أحرق الراهب تسيوانغ نوربو في دير نيتسو نفسه بعد أن هتف «يعيش الدالاي لاما» و«شعب التبت يريد الحرية». صرحت منظمة فري تبت غير الربحية عن قطع الحكومة لخدمات الهاتف والانترنت لاحقًا لمنع انتشار الأخبار، بالإضافة إلى قطع المرافق العامة للدير بشكل متكرر. قالت المؤلفة تسيرينغ ويسر إن قوات الأمن الصينية قد حاصرت الدير في ليلة وفاة تسيوانغ نوربو.